# Pau Farinetes
Pau Farinetes va ser un personatge molt popular al poble de les Corts a finals del segle xix, representa un típic pagès d'aquella contrada, que habitava al mas de Can Farinetes, ubicat al carrer Joaquim Molins, darrere de l'Ajuntament del poble.
Durant molt de temps va haver-hi una estàtua seva situada davant de l'entrada del mas, que més endavant va passar al seu interior. L'any 1952, un descendent de la família va fer entrega d'aquesta estàtua a Bonaventura Batlle i Piera perquè s'instal·lés al pati central de la llavors tinència de l'Alcaldia. Restaurada per l'Escola Massana per encàrrec de la Junta del Districte, finalment no es va trobar escaient, i va acabar guardada a la carbonera
L' any 1989, Bonaventura Batlle presenta un projecte de reproducció de l'escultura al concurs "Faci vosté d'alcalde", que guanya i el 6 d'octubre de 1989 s'inaugura una nova escultura d'en Pau Farinetes a la plaça Comas, 
a tocar el carrer Dolors Masferrer i davant de l'antic Ajuntament de les Corts, avui seu del Consell del Districte, la nova escultura d'en Pau Farinetes és una estàtua de bronze de més de 300 kg de pes i d'una alçada d'1,90 m, que l'escultor Nicolau Ortiz i Serra va reproduir fent servir de motlle l'antiga peça de ceràmica, d'autor i data desconeguts, amb les mateixes mesures, però amb un pes de 180 kg.
De l'original, d'autor desconegut, es té constància des de principis del segle xx, degudament restaurat es conserva pels descendents de Bonaventura Batlle.
Sobre la història de l'estàtua hi ha diferents versions:
- En Jaume Fabre i en Josep M. Huertas assenyalen, en el catàleg d'art públic, que l'autor de l'escultura, desconegut, podria haver fet servir de model Jaume Esteve, regidor de l'últim consistori de les Corts.
- Una segona versió seria que l'escultura representa a en Pau Piera i Piera, en Farinetes, perquè tenia el seu rostre, mentre que per fer el cos es prengué com a model Jaume Esteve i Gibert, pagès, jardiner i regidor del darrer Ajuntament de les Corts.